# Disca tegali
Disca tegali là một loài bướm đêm thuộc họ Erebidae. Nó được tìm thấy ở miền trung Java.
Sải cánh dài khoảng 12 mm. Cánh trước khá rộng và màu nền nâu hơi vàng. Cánh sau nâu hơi xám phía dưới nâu hơi xám đồng nhất.